# Karl Navrátil
Pour les articles homonymes, voir Navratil.
Karl Navrátil, né le 24 avril 1867 à Prague et mort le 23 décembre 1936 dans la même ville, est un compositeur et un professeur de contrepoint et de composition d'origine tchèque, né à Vienne.
Il enseigne le contrepoint à Webern et la composition à Winkler.